# Tropopauza

A légkör szerkezete

A tropopauza a légkörben átmeneti réteg a troposzféra és a sztratoszféra között; körülbelül 12 kilométeres magasságban helyezkedik el. Hőmérséklete −42 °C körülire tehető.
A szó görög eredetű, a τρόπος (troposz, jelentése ’forgás’ vagy ’keverés’) és a παύειν (pauein, jelentése ’befejezni’) szóból alakult ki.

## A pauzák kialakításának elve
Az atmoszférát  különböző rétegekre bonthatjuk, ezek a különböző szférák. A különböző szféráknak az elhatárolódási alapja a hőmérséklet magasság szerinti viselkedése. Az egyes szinteket ott határoljuk el egymástól, ahol a hőmérséklet csökkenése vagy növekedése ellenkező irányú folyamatba vált át. A szférákat elválasztó rétegeket pauzák különítik el egymástól. Másképpen határfelületnek is tekinthetők. A pauzák az alattuk lévő szféra nevét viselik, így négy pauza van: tropopauza, sztratopauza, mezopauza, termopauza.

## Külső hivatkozások
- A légkör leírása
- A légkör felépítése
- A légkör jellemzői